# Phidippus bhimrakshiti
Phidippus bhimrakshiti là một loài nhện trong họ Salticidae.
Loài này thuộc chi Phidippus. Phidippus bhimrakshiti được Pawan U. Gajbe miêu tả năm 2004.